# 茨城電気 (1905-1921)
茨城電気株式会社（いばらきでんき）は、茨城県水戸市に存在した電力会社である。1905年（明治38年）10月31日に資本金12万円で前島平らが設立した。日本で初めてサクションガス力発電を行った企業である。他にも茨城県内を流れる久慈川水系・川尻川水系の河川で電源開発を行い、水力発電所を運営した。1921年（大正10年）9月1日に多賀電気と合併し茨城電力を設立した。

## 沿革

1908年（明治41年）当時の茨城電気本社と水戸第一発電所

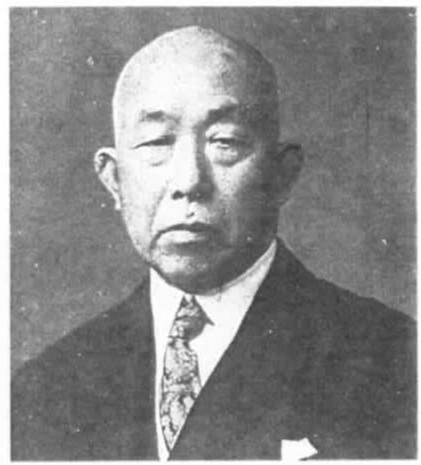
創業者の前島平

### 会社設立の経緯
1897年（明治30年）、当時茨城県知事であった小野田元熈は、茨城県の産業発展を進めるために地元の有志を引き連れ栃木・群馬の産業視察を行った。小野田は特に足尾・日光の水力発電所を見学させるという意図があった。一行の中には太田町（現・常陸太田市）の前島平がおり、視察中水力発電所に関心を抱き、熱心に調査を行ったという。前島はその後、阪神・静岡の産業視察を行い、両地方でも水力発電が発達している様を見て、電気事業を郷里に興したいと考えるようになる。前島は太田町に戻り、小林彦右衛門・西野治郎兵衛・高和秀次郎・小泉源三郎・前島宗助・橘宇兵衛（太田の七人組）に電気事業の重要性・将来性を説く。
1904年（明治37年）8月、前島平は七人組を集め、茨城県を訪れていた野口遵に水力発電に関する話を聞く。前島は自身が見定めた水力発電所の候補地を野口に伝え、調査を依頼する。調査を行った野口は、同地で300キロワットの発電が可能であり、12万円程の経費で発電所が建設できると伝えた。前島はこれを聞いて久慈川水系里川の水利利用願を1904年（明治37年）12月30日に茨城県知事に提出する。
資金調達を始めるべく、前島は金融方面に明るい、住友銀行の加納友之介に相談を行った。前島は加納の紹介で2人の技術者を招き、技術的調査をさせた後に設計書を作成した。発電力は300キロワット、送電圧は1万1,000ボルト、総工事費は16万円という見積もりであった。なお、同設計書には「各種工業に最も低廉な動力を供給して、工業の発達を図る」という事業目的が書かれている。設計書を書いた後、前島はすぐに資金調達に取り掛かるが、投資者が中々集まらなかったため資本金を12万円に減資した。
1905年（明治38年）2月24日に水利権を獲得した後、前島は電気事業の許可申請を行う。同年10月13日には逓信大臣から許可が下り、10月31日に前島平ら太田の七人組が発起人となって茨城電気株式会社を設立した。資本金は12万円で、本社所在地は茨城県久慈郡太田町東2丁目236番地に置いた。

### 電源開発
1905年（明治38年）12月から発電所を建設し始めたが、水路工事が難航し、資金面で行き詰まりを迎える。そこに、日立鉱山の電源を探していた久原房之助が水力発電所の譲渡を提案する。茨城電気は1906年（明治39年）8月に建設費の実費3万8,000円とプレミアム2万5,000円、3年後の買戻権をつけて水力発電所の譲渡に応じた。電源は水戸市内に火力発電所を設けることとした。しかし、この譲渡を快く思わない地域住民もおり、公益を説いて水利権を獲得しながら個人に譲渡するとは利己主義甚だしいと攻撃する者もいた。
茨城電気は海外の事例を参考にし、小規模発電に適しかつ建設費も安いサクションガス機関を用いた発電所を建設することを決める。これは当時の日本国内では前例のない試みであった。取引商社の高田商会を介し、ドイツのゲルジング社から74.6キロワット（100馬力）の機関を、アメリカのウェスチング・ハウス社から75キロワットの発電機を購入した。1907年（明治40年）には水戸市北三ノ丸132-133番地に75キロワットの水戸発電所を竣工し、8月10日に水戸市内への電灯供給を開始した。開業前の予約灯数は577灯であったが、開業するとただちに増加し、1908年（明治41年）下期には供給力不足に陥った。そこで1909年（明治42年）下期にはサクションガス機関の増設を行い、火力発電所の出力を225キロワットまで増やした。
この程度の出力増加では急増する需要には焼け石に水で、茨城電気は水力発電所を日立鉱山から買い戻すこととする。1911年（明治44年）に資本金を12万円から60万円へ増資し、同年10月には中里発電所（出力500キロワット）と町屋発電所（出力300キロワット）を25万円で買い戻した。これと同時期に、水力発電所から水戸市までの高圧送電線を建設した。2つの発電所を買い戻してからは、サクションガス力発電所は予備に回されることとなる。
電力供給を確保した茨城電気は、営業地域を東茨城郡・久慈郡・那珂郡にも拡大する。1911年（明治44年）末には6,511灯でしかなかった電灯需要は、1914年（大正3年）下期には2万1,372灯まで増加する。その後は供給力不足から、灯数の増加は緩やかになっていった。1917年（大正6年）1月には水力発電所の新設のため、資本金を120万円まで増資した。当面の電力不足は、久原鉱業日立鉱山から受電することとし、1917年（大正6年）下期から250キロワットの受電を開始した。
1917年（大正6年）7月16日には久慈川水系里川に賀美発電所（出力540キロワット）の建設を開始し、1919年（大正8年）2月に竣工して3月5日から運転を開始した。総工費は29万3,030円であった。同発電所では、出力600キロワットの日立製作所製交流発電機とスイスのエッシャーウイス製横軸フランシス水車を用いた。1919年（大正8年）12月には川尻川水系十王川の川尻川発電所（出力600キロワット）の建設を開始し、1921年（大正10年）5月から運転を開始した。総工費は33万7,785円であった。同発電所の建設資金は、1920年（大正9年）下期に資本金を300万円へ増資することによって調達した。1921年（大正10年）5月には中里発電所の出力増強工事を開始し、11月に完成させた。
1921年（大正10年）9月1日には多賀電気と合併し、茨城電力を設立した。合併の目的は、多賀電気が所有する花貫川第一発電所・花貫川第二発電所の取得、事業拡大のための資金調達だとされる。資本金は920万円とし、本社を水戸市北三ノ丸に、支店を松原町（現・高萩市）に置いた。茨城電力の専務には、茨城電気側からは前島平が、多賀電気側からは樫村定男が就任することになっていたが、樫村が就任前に死亡したため前島だけが専務に就任した。

## 供給区域
1921年（大正10年）6月時点での茨城電気の電灯・電力供給区域は以下の通り。
- 水戸市
- 東茨城郡
  - 常磐村 - 渡里村 - 磯浜村 - 大貫村 - 河和田村 - 吉田村 - 上大野村 - 石塚村 - 圷村 - 沢山村 - 長岡村 - 川根村
- 久慈郡
  - 中里村 - 河内村 - 太田町 - 誉田村 - 機初村 - 西小沢村 - 佐竹村 - 幸久村 - 賀美村 - 小里村 - 世矢村 - 坂本村 - 久米村
- 那珂郡
  - 湊町 - 平磯町 - 菅谷村 - 大宮村 - 額田村 - 瓜連村 - 山方村 - 戸多村 - 柳河村 - 川田村 - 佐野村 - 静村
- 鹿島郡
  - 夏海村

上記地域を供給区域として、1919年（大正8年）末時点では、電灯については需要家1万8,742戸に対し計4万5,642灯を供給、電力については計1,167.1キロワットを供給していた。

## 各発電所

### 水戸発電所

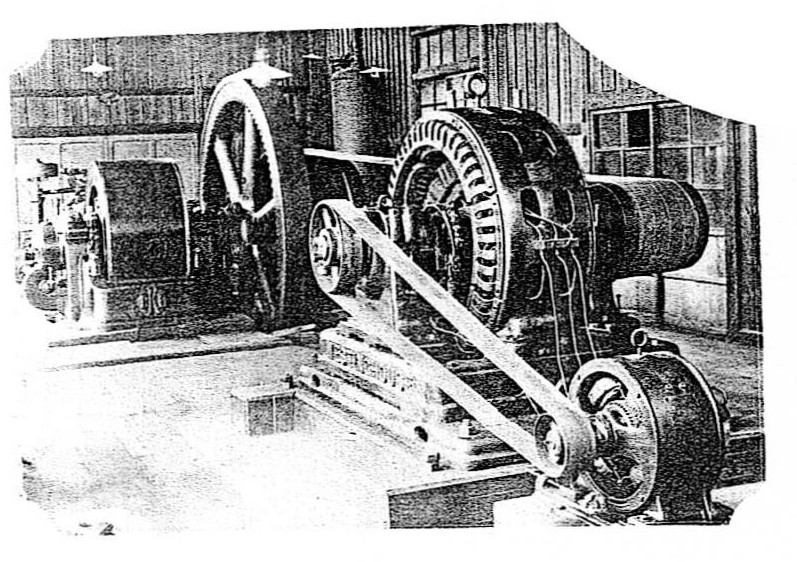
水戸第一発電所の内部。ドイツのゲルジング社製の120馬力サクションガス機関とアメリカのウェスチング・ハウス社製の75キロワット三相交流発電機から成る。

本発電所は日本初のサクションガス機関による発電所であり、1907年（明治40年）8月10日に水戸市内で電力供給を開始した。発電所名は水戸発電所または上市発電所。1909年（明治42年）下期には、出力150キロワットの発電設備を新しく設け、発電所出力を225キロワットまで増加させた。出力75キロワットの発電設備を第一発電所、出力150キロワットの発電設備を第二発電所とすることもある。初めに設けた発電設備（出力75キロワット）は1919年（大正8年）3月18日に撤去され、以後は残りの発電設備（出力150キロワット）が昭和の初めまで使用された。昭和初めに撤去されるまで、同発電所の所属は茨城電気 - 茨城電力 - 東部電力と変遷した。資料による最新の諸元は下記の通り。
- 発電所出力：150キロワット[2]
- 機関：サクションガス機関[18]
- 発電機：同期発電機（三相交流）[18]

同発電所の跡地には、2011年（平成23年）時点で水戸変電所が建っており、周辺には「茨城県電気事業創業之地」の石碑（北緯36度22分35.2秒 東経140度28分46.7秒 / 北緯36.376444度 東経140.479639度）と説明板が設置されている。

### 中里発電所
中里発電所は久慈川水系里川の最下流に位置する発電所である。所在地は日立市東河内町2955-2（北緯36度37分4.8秒 東経140度32分29.5秒 / 北緯36.618000度 東経140.541528度）。基本設計は山川善太郎が行い、細部は広田精一が行った。同発電所は茨城県内で稼働中の水力発電所としては最も古く、1907年（明治40年）3月から送電を開始した。運転開始直後は出力300キロワットであったが、1908年（明治41年）に200キロワットの増容量工事が行われ、運転を開始した。これらを区別して、出力300キロワットの発電設備を中里第一発電所、出力200キロワットの発電設備を中里第二発電所とすることもある。1920年（大正9年）10月に里川の大洪水により設備が流失したため、水車や発電機がその時期に改造され、最大出力が700キロワットとなった。2010年（平成22年）には、水車と発電機を取り替えたことで最大出力が850キロワットまで増加した。中里発電所の所属は、久原鉱業 - 茨城電気 - 茨城電力 - 東部電力 - 大日本電力 - 関東配電 - 東京電力 - 姫川電力（現・東京発電）と変遷した。資料による最新の諸元は下記の通り。
- 河川名：久慈川水系里川[19]
- 発電所出力：最大850キロワット[25]
- 使用水量：3.06立方メートル毎秒[25]
- 有効落差：34.30メートル[25]
- 水車：横軸フランシス水車[26]
- 発電機：同期発電機[26]

2017年（平成29年）に土木学会選奨土木遺産に選ばれた。

### 町屋発電所

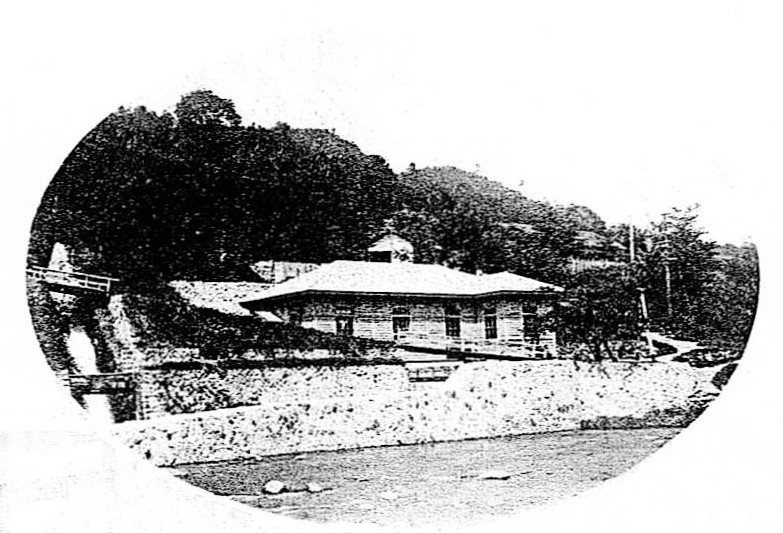
町屋発電所

町屋発電所は1908年（明治41年）12月に久原鉱業によって竣工された。竣工当初の最大出力は300キロワットであったが、発電機の老朽化に伴い140キロワットに変更された。同発電所は1956年（昭和31年）4月1日に廃止された。所属は、久原鉱業 - 茨城電気 - 茨城電力 - 東部電力 - 大日本電力 - 関東配電と変遷した。資料による最新の諸元は以下の通り。
- 河川名：久慈川水系里川
- 発電所出力：最大140キロワット、常時85キロワット
- 使用水量：3.36立方メートル毎秒
- 有効落差：11.5メートル
- 水車：横軸フランシス水車（田中水力社製）
- 発電機：容量310キロボルトアンペア（ウェスチング・ハウス社製）

町屋発電所の隣にはレンガ造りの町屋変電所がある。変電所の所在地は常陸太田市西河内下町1382-1（北緯36度36分25.4秒 東経140度32分18.2秒 / 北緯36.607056度 東経140.538389度）。同変電所はドイツ人によって設計されたもので、1999年（平成11年）には日本国の登録有形文化財に登録された。地域の集会場として使用された後、2014年（平成26年）時点では「河内の文化遺産を守る会」によって管理されている。2017年（平成29年）に土木学会選奨土木遺産に選ばれた。

### 賀美発電所
賀美発電所は1919年（大正8年）2月に竣工し、3月5日から運転を開始した。所在地は常陸太田市上深萩町320（北緯36度39分55.7秒 東経140度31分13.4秒 / 北緯36.665472度 東経140.520389度）。茨城電気が計画から建設までを独自に行った最初の発電所である。所属は、茨城電気 - 茨城電力 - 東部電力 - 大日本電力 - 関東配電と変遷した。資料による最新の諸元は下記の通り。
- 河川名：久慈川水系里川[12]
- 発電所出力：最大570キロワット[25]
- 使用水量：2.09立方メートル毎秒[25]
- 有効落差：33.33メートル[25]
- 水車：横軸フランシス水車[34]
- 発電機：同期発電機[34]

2004年（平成16年）11月8日には本館・放水路及び余水路・取水所が日本国の登録有形文化財に登録された。2017年（平成29年）に土木学会選奨土木遺産に選ばれた。

### 川尻川発電所
川尻川発電所は1921年（大正10年）5月に竣工し、同年同月から発電を開始した。所在地は日立市十王町友部（北緯36度40分15.9秒 東経140度39分41.1秒 / 北緯36.671083度 東経140.661417度）。茨城電気が2番目に建設した水力発電所である。所属は、茨城電気 - 茨城電力 - 東部電力 - 大日本電力 - 関東配電 - 東京電力 - 姫川電力（現・東京発電）と変遷した。資料による最新の諸元は下記の通り。
- 河川名：川尻川水系十王川[12]
- 発電所出力：最大800キロワット[25]
- 使用水量：1.30立方メートル毎秒[25]
- 有効落差：83.311メートル[25]
- 水車：横軸フランシス水車[40]
- 発電機：同期発電機[40]